# Råggejaure (Arjeplogs socken, Lappland, 740790-154903)
Råggejaure är en sjö i Arjeplogs kommun i Lappland och ingår i Skellefteälvens huvudavrinningsområde. Sjön har en area på 0,403 kvadratkilometer och ligger 777,9 meter över havet. Sjön avvattnas av vattendraget Maranjåkkå.

## Delavrinningsområde
Råggejaure ingår i det delavrinningsområde (740615-154923) som SMHI kallar för Inloppet i Maranjaure. Medelhöjden är 995 meter över havet och ytan är 61,2 kvadratkilometer. Räknas de 2 avrinningsområdena uppströms in blir den ackumulerade arean 82,89 kvadratkilometer. Maranjåkkå som avvattnar avrinningsområdet har biflödesordning 3, vilket innebär att vattnet flödar genom totalt 3 vattendrag innan det når havet efter 357 kilometer. Avrinningsområdet består mestadels av kalfjäll (93 procent). Avrinningsområdet har 1,31 kvadratkilometer vattenytor vilket ger det en sjöprocent på 2,1 procent.